# خیرآباد (کامیاران)
خیرآباد (کامیاران)، روستایی از توابع بخش موچش شهرستان کامیاران در استان کردستان ایران است ، این روستا بالاتر از روستای کیله گلان و در پشت یک تپه قرار گرفته است ، افرادی که در این روستا مشغول به زندگی هستند کار دامداری و باغداری را انتخاب کرده اند در 20 کیلومتری شهر دهگلان و در 50 کیلومتری شهر سنندج قرار دارد

## جمعیت
این روستا در دهستان امیرآباد قرار دارد و براساس سرشماری مرکز آمار ایران در سال ۱۳۸۵، جمعیت آن ۳۶۳ نفر (۸۲خانوار) بوده‌است.